# Ponzo-illusie

Voorbeeld van de Ponzo-illusie: de twee horizontale gele lijnen zijn even lang.

De Ponzo-illusie is een optische illusie die het eerst werd gedemonstreerd door de Italiaanse psycholoog Mario Ponzo in 1913. Hij stelde dat in de menselijke waarneming de grootte van een object wordt beoordeeld tegen de achtergrond. Dit illustreerde hij door twee horizontale lijnen te plaatsen tegen een achtergrond van twee convergerende lijnen met dwarsverbindingen, zoals twee spoorstaven met bielzen bij een spoorweg.
De bovenste gele lijn lijkt langer omdat deze wordt beoordeeld in relatie tot de perspectieftekening. 
Sommige onderzoekers verklaren de maan-illusie als een voorbeeld van de Ponzo-illusie. Maar hierover verschillen de meningen.